# 에리크 5세

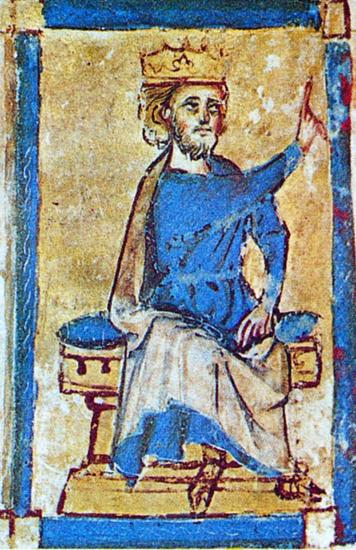
에리크 5세

에리크 5세(덴마크어: Erik V Klipping / Erik V Glipping 에리크 클리핑 / 에리크 글리핑[*], 1249년경 ~ 1286년 11월 22일 비보르 근교)는 덴마크의 국왕(재위: 1259년 ~ 1286년)이다. '클리핑'(Klipping) 또는 '글리핑'(Glipping)은 원래 덴마크어로 "화폐 가치를 평가 절하하기 위해 깎은 중세 시대의 동전"을 의미하는데 이는 에리크 5세가 덴마크 국민들로부터 신뢰를 받지 못했기 때문에 붙여진 별명이다.

## 생애
에스트리센가(Estridsen) 출신이며 크리스토페르 1세 국왕의 아들로 태어났다. 그의 어머니인 마르가레테 삼비리아(Margrethe Sambiria)는 포메라니아의 삼보르 2세(Sambor II) 백작의 딸이다.
1259년 크리스토페르 1세 국왕이 암살되면서 덴마크의 국왕으로 즉위했다. 즉위 당시에는 나이가 어렸기 때문에 1264년까지는 그의 어머니인 마르가레테가 섭정 역할을 수행했다. 1261년부터 1262년까지는 홀슈타인에서 인질로 잡혀가기도 했으며 나중에 브란덴부르크에서 성장했다.
섭정을 맡고 있던 마르가레테는 아들인 에리크 5세 국왕의 퇴위를 요구했던 야코브 에를란센(Jacob Erlandsen) 대주교, 남윌란의 발데마르(Valdemar) 공작과 싸웠다. 독일 북부의 백작들과 연합군을 형성한 발데마르 공작은 로(Lo) 황야 전투에서 마르가레테가 이끄는 군대를 물리쳤고 마르가레테와 에리크 5세 모자를 포로로 잡았다. 마르가레테와 에리크 5세는 석방의 조건으로 덴마크 왕실이 윌란반도 남부에 소유하고 있던 재산을 발데마르 공작에게 양도했다.
성인이 된 이후에는 덴마크의 교회와 귀족들을 통제하기 시작했으며 1270년대에는 스몰란드를 공격했다. 한때는 교회와의 분쟁을 겪기도 했지만 나중에 교황의 중재를 통해 화해했다. 1282년에는 귀족들의 불만을 해소하기 위해 국왕의 권한을 제한하고 귀족들의 권한을 보장하는 내용이 담긴 덴마크 왕실 헌장을 채택했다. 이 헌장은 영국의 마그나 카르타와 유사한 성격을 띤 헌장이다.
1286년 11월 윌란반도 중부 비보르(Viborg) 근교에서 귀족들에게 살해당했다. 이 사건은 1282년에 제정된 덴마크 왕실 헌장에 불만을 가진 귀족들의 소행으로 추정된다. 그의 왕위는 아들인 에리크 멘베드(Erik Menved, 에리크 6세)가 승계받았다.